# Gummibär
Gummibär («osito de goma» en alemán), Gummy bear en inglés u Osito Gominola en español es un personaje multilingüe y un grupo virtual dirigido hacia niños que interpreta canciones relacionadas con el oso de goma en varios álbumes, incluidos I Am Your Gummy Bear (2007) y La La Love to Dance (2010). El vídeo de la canción Yo soy tu gominola supera los tres mil millones de visitas en YouTube.

## Personaje
El Osito Gominola es un caramelo de gominola antropomórfico de color verde. Generalmente está desnudo, vestido solo con calzones amarillos y zapatillas. El Osito Gominola también parece haber sido mordido en una pequeña porción de la parte superior de la oreja izquierda que falta, lo que puede ser porque la canción es de unos dulces. La parte de su boca permite el antropomorfismo. Su bigote y perilla son de corteza de azúcar y solo tiene dos pequeños dientes muy espaciados entre sí en su mandíbula inferior.

## Descripción en su música
Su música se considera dirigido hacia niños. con algunas letras de humor absurdo y un poco adulterado. Su álbum debut, inicio con versiones de otros artistas no asociados a un público infantil (incluso dedicaron un álbum solamente con este tipo de canciones). Su música ha sido asociado con dance, comedia, música para niños, pop, rock, novedad, eurodance y bubblegum. El género bubblegum es traducido "chicle", por lo que no tiene nada que ver con los "ositos de goma". Hay algunas canciones que rompen su estilo establecido, siendo la canción ¨¨Dame la gomita¨¨ (originalmente por El Chombo)
que se considera urbano y dembow.

## Éxito comercial
La popularidad de Gummibär como fenómeno es muy similar a la del fenómeno musical europeo Crazy Frog, caracterizado por la repetición de letras y el canto de melodías pegadizas. Se han lanzado variantes de la música del personaje en varios idiomas a nivel internacional.
Los productos relacionados son comercializados por Gummybear International, que es responsable de la creación, el desarrollo y la marca de las animaciones de Gummibär, así como del contenido y la producción musicales. La mercancía incluye productos musicales y de video (CD, DVD, descargas y tonos de llamada) y videojuegos. La empresa tiene su sede en Nueva Jersey, Estados Unidos.
Durante 2006 y 2007 en Alemania y Hungaria, se publicaron álbumes (Itt Van A Gumimaci)  y singles (Ich Bin Dein Gummibar) con el personaje siendo estas sus primeras apariciones
En abril de 2009, Feria Music licencio un DVD y un CD del personaje en el pais de Chile
En junio de 2012, Gummybear International obtuvo un acuerdo de licencia y marca compartida con el fabricante de juguetes griego Jumbo y el sello discográfico brasileño Som Livre en agosto que incluye acuerdos sobre merchandising y lanzamientos en diferentes formatos.
En julio de 2017, Gummybear International lanzó un nuevo personaje llamado Paperotti, que es un pato amarillo con una pluma azul en la frente. El canal de Paperotti presenta videos musicales y cortos animados. Desde entonces, Paperotti ha aparecido en varios videos de Gummibär.

### En la cultura popular
- Una parodia de la canción "Itt Van A Gumimaci" apareció en el programa húngaro "Irigy Hónaljmirigy"
- ""Nuki Nuki"" recibió una versión de punk al estilo de grupos de pop punk (como Blink-182, Sum 41, Descendents, NOFX, etc.)
- ""Nuki Nuki"" también recibió una versión de hip hop/rap
- Una versión de Yo soy tu gominola, del grupo de Balkan brass Fanfare Ciocărli, fue incluida en el Falso documental Borat Subsequent Moviefilm: Delivery of Prodigious Bribe to American Regime for Make Benefit Once Glorious Nation of Kazakhstan
- La versión original de Yo soy tu gominola es incluida en la película Spree
- También la versión española fue utilizada en los tráileres en español de Goosebumps 2: Haunted Halloween
- Yo soy tu gominola (probablemente todas las versiones) aparece en el juego de Just Dance Kids 2
- I Am A Gummy Bear aparece en la película de Hoy si!

### Web serie
En 2016, una web serie animada en Youtube llamada «Gummibär and Friends» fue lanzada en línea en «The Official Gummibär Channel», consistiendo en una temporada de 39 episodios. La versión húngara de la serie fue lanzada en abril del 2020, siguiendo con la versión rusa que fue lanzada en mayo del 2020, la versión india en julio del 2020, y la versión española en agosto del 2020.[cita requerida]

## Discografía
- Itt Van A Gumimaci (2006)
- Ich Bin Dein Gummibar (2006) Single
- Funny Bear (2006) Single

- I Am Your Gummy Bear (2007)
- Cho Ka Kao (2007) Single
- Funny Music (2007)
- You Know It's Christmas (2007) Single
- Itsi Bitsi Petit Bikini (2008) Single
- Gumidiszkó! (2008)
- Nuki Nuki (2009)
- Największe Przeboje (2009)
- Χριστούγεννα Με Τον Gummy Bear (2009)
- You Know It's Christmas (2009)
- La La Love to Dance (2010)
- Go For The Goal (2010) Single
- Gummy Cup (2010) Single
- Καρναβάλι με τον Gummy Bear (2010)
- Christmas Jollies (2010)
- All The Hits! (2010)
- Τα Καλύτερα Παιδικά Τραγούδια (2011)
- Τα Καλύτερα Τραγούδια Του Gummy Bear (2011)
- The Best Of Gummi Miś (2012)
- Dance With Me (2013)
- おやつ いいやつ すごいやつ (2014) Single
- Party Pop (2015)
- The Gummy Bear Album (2019)
- Gummy Bear Album 2020 (2020)
- Holiday Fun Time (2021)